# Monumenti di Oviedo e del Regno delle Asturie
I Monumenti di Oviedo e del Regno delle Asturie comprendono una serie di edifici costruiti durante il Regno delle Asturie. Sono stati dichiarati patrimonio dell'umanità dall'Unesco nel 1985 con il nome di "Chiese del Regno delle Asturie"; la denominazione è stata poi ampliata nel 1998 per includere la Camera Santa di Oviedo, la Fonte di Foncalada e la Chiesa di San Julián de los Prados.

## Epoca storica
Il regno delle Asturie fu il primo stato cristiano stabilito nella penisola iberica dopo il collasso del regno visigoto di Toledo dopo la morte del re Roderico nella battaglia del Guadalete e nella successiva invasione musulmana. Il regno durò dal 718 al 925, quando Fruela II salì al trono del Regno di León.
Il regno ebbe inizio dopo la battaglia di Covadonga nel 722. Pelagio e i suoi compagni erano situati nel monti Auseva, in una delle cui grotte, Covadonga, si erano rifugiati. Lì riuscirono a tendere un'imboscata al distaccamento saraceno, che fu annientato. La vittoria, relativamente modesta, poiché vi parteciparono solo poche centinaia di soldati berberi, diede a Pelagio un grande prestigio e provocò una massiccia insurrezione asturiana. Munuza, trovandosi isolato in una regione sempre più ostile, decise di lasciare Gijón e dirigersi verso la Meseta attraverso il Camino de la Mesa. Tuttavia, fu intercettato e ucciso dagli asturiani a Olalíes (attuale comune di Grado). 
Dopo la morte di Pelagio e di suo figlio Favila, succedette al trono Alfonso I. Sotto il suo regno iniziò l'espansione territoriale, dalle sue terre situate nei Picos de Europa verso ovest in direzione della Galizia. 
Durante i seguenti cinquant'anni (739-791) il regno si andò rafforzando tanto in territori come in organizzazione politica-sociale. La successione dei sovrani delle Asturie arriva fino il 791, anno nel quale venne incoronato Alfonso II il Casto. Durante il suo regno realizzò delle spedizioni punitive verso sud, arrivando fino a Lisbona nel 798, e nel 825 sconfisse anche i musulmani sul fiume Nalón. Fissò la capitale del regno ad Oviedo e ripopolò la Galizia e le zone settentrionali di Castiglia e León, ma il suo fu un regno esposto ad attacchi continui dei musulmani. Tuttavia, si espanse e apparve il "preromanico asturiano", dando origine a gioielli dell'architettura medievale europea. Alfonso II istituì il culto giacobino, e fu la prima figura del Cammino di Santiago di Compostela, che collegava le Asturie con l'Europa (soprattutto con il regno di Carlo Magno), avendo come nemico comune un sud di cultura orientale. La madre di Alfonso II era di Álava, e questo dimostrerebbe la vocazione di attirare i vicini baschi nel regno asturiano. Nella battaglia di Lutos ("Llodos" in asturiano, "Ciénagas" in spagnolo), una dura sconfitta fu inflitta agli arabi e ai berberi che volevano porre fine alla crescente minaccia rappresentata dal regno. Nell'808 fece forgiare la Croce degli Angeli. Alfonso II affidò all'architetto Tioda la costruzione di diversi edifici di carattere regale e religioso per abbellire Oviedo, di cui purtroppo pochi sono sopravvissuti, poiché su di essi furono successivamente costruiti altri edifici. 
I re, Ramiro I (figlio di Bermudo che si proclamò re dopo una guerra civile) e Ordoño I, vissero in un periodo di guerra continua contro i musulmani. Ai tempi di Ramiro I, si sviluppò l'arte ramirense, l'apogeo del preromanico asturiano. Questo re vinse la battaglia di Clavijo, nella quale, secondo la leggenda, l'apostolo Giacomo (Santiago), in sella ad un cavallo bianco, aiutò l'esercito asturiano contro le truppe islamiche. Nell'844, una flotta normanna giunse sulle coste di Gijón. Non si sa con certezza se avvenne uno sbarco, ma non vennero fatti prigionieri poiché proseguì fino al luogo che le cronache chiamarono Faro di Brigantio (La Coruña), dove furono respinti, proseguendo l'incursione, secondo le cronache, verso la Spagna (le cronache asturiane chiamavano "Spagna" il califfato di al-Andalus).
Ordoño ripopolò Astorga, León, Tui e Amaya. Stabilì relazioni strette con il regno di Navarra, aiutandolo probabilmente alla liberazione del re García Íñiguez fatto prigioniero dai normanni. All'interno del processo di collegamento con la valle dell'Ebro, stabilì alleanze con i Banu Qasi di Saragozza, contro i quali combatté, anche occasionalmente, in successive variazioni di alleanze. Ordoño cercò anche di aiutare, senza successo, i mozarabi di Toledo nella ribellione contro l'emiro di Cordova. Alla sua morte gli succedette il figlio Alfonso III.
Alfonso III segnò il momento culminante del potere del regno delle Asturie. Stabilì relazioni molto strette con il Regno di Navarra, combatté e si alleò ripetutamente con i Banu Qasi di Saragozza e combatte a fianco dei Mozarabi di Toledo nella loro lotta contro il potere dell'emirato. 
Nel 908, un secolo dopo che Alfonso II lo fece con la croce degli Angeli, Alfonso III fece forgiare la Croce della Vittoria, da allora simbolo delle Asturie. Alfonso sposò Jimena, nobile della Navarra, probabilmente figlia di García Iñíguez. Con l'appoggio dei nobili galiziani, come Hermenegildo Gutiérrez, conquistò il nord dell'odierno Portogallo. Avanzò anche verso il Duero conquistando Zamora e Burgos. Nel momento del suo apogeo, il regno asturiano occupava tutto il nord-est peninsulare, da Oporto fino ad Álava.
García I, figlio di Alfonso III il Magno, dopo aver combattuto contro il padre e i fratelli Ordoño II e Fruela II, spostò la capitale del regno a León, creando un nuovo regno che annesse a quello delle Asturie, il Regno di León.

## Arte
Il preromanico asturiano è un'arte che fa parte del preromanico e che fu localizzata nella penisola iberica nella costa del Mar Cantabrico, libera dall'occupazione musulmana alla fine dell'VIII secolo (dopo la sconfitta di Guadalete e la successiva invasione sarracena e fino agli inizi del X secolo quando venne assorbita dall'arte romanica venuta dalla Francia).
Anche se successore dello stile visigodo, non può dirsi che l'asturiano sia suo erede legittimo, visto che non conserva, sia pure accidentalmente, alcuno dei suoi elementi principali, com'è l'arco a ferro di cavallo. Anche se all'inizio dovette essere un'imitazione molto povera della menzionata arte, molto presto si manifestò con nuovi e originali elementi forse importati dall'Oriente o dalla Lombardia che singolarmente lo resero come precursore del romanico.

### Tappe
Il preromanico asturiano offre i due tipi o forme che già si notavano come differenti nello stile visigoto, ma che sono ancora più precisi in quello asturiano: il tipo latino e quello bizantino. Entrambi hanno colonne e lesene e anche semicolonne addossate al muro e incastrate con archi, formando così il muro composito e preludio al pilastro composito dell'architettura romanica, che appare già completo nell'architettura mozarabica del X secolo. In entrambi ci sono archi a tutto sesto e non a ferro di cavallo, se non come eccezione, e archi di scarico anche nelle pareti e nei contrafforti o spalle esterne. In entrambi vi sono balaustre o parapetti in pietra ornati, all'ingresso dell'abside, capitelli un po'istoriati che si discostano dall'idea classica, bifore con ornamenti in pietra traforata, piccoli rosoni, ornamenti di figure rozze, con steli serpentini, rosette variegate e altri lavori in stile visigoto.

### Prime opere dell'arte asturiana

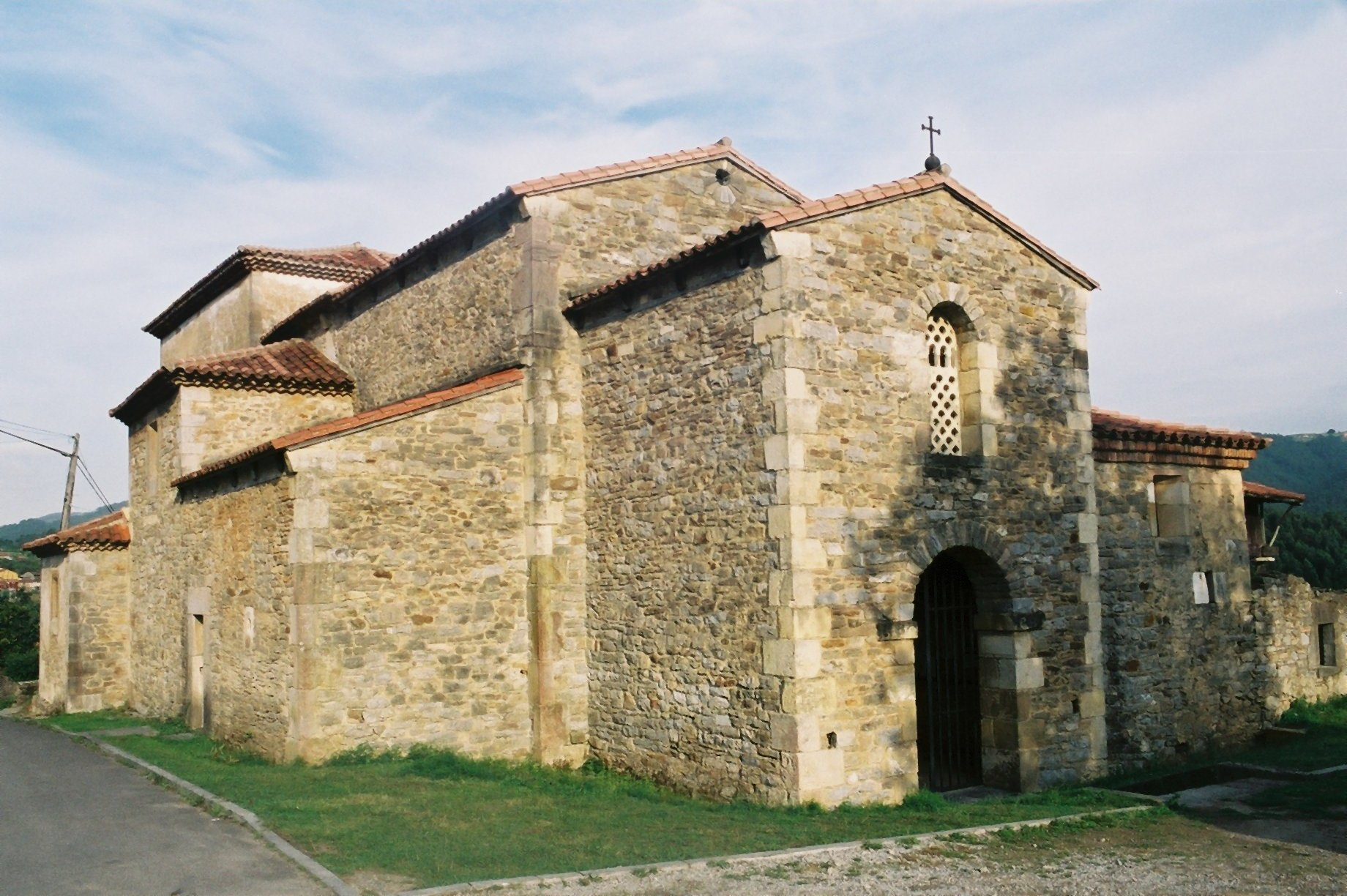
Santianes di Pravia.

La chiesa della Vera Croce a Cangas di Onís, originalmente costruita su un dolmen preistorico, venne ricostruita dopo la distruzione subita durante la guerra civile.
La chiesa di San Giovanni, a Santianes di Pravia, edificata per ordine del Re Silo. In questa appaiono praticamente tutti gli elementi del preromanico asturiano, anche se essenzialmente segue quello visigoto.

#### Pre ramirense o alfonsino
Ci si riferisce al periodo compreso tra il 791 e l'842, sotto il regno di Alfonso II, che cercò di emulare le architetture di Toledo nella sua capitale Oviedo. Nelle chiese antiche delle Asturie si costruiva adottando la pianta basilicale con tre navate con absidi quadrate e una finestra in ognuna. Le volte delle navate erano coperte da tetti con armatura in legno.
Questo re costruì la Camera Santa, unico resto del recinto palatino nella Cattedrale di Oviedo. È un piccolo edificio a due piani, il secondo, l'oratorio, riformato in epoca romanica, quando venne aggiunta la volta a botte, e il primo bovindo, destinato a conservare reliquie. Venne realizzata anche la cripta di Santa Leocadia.

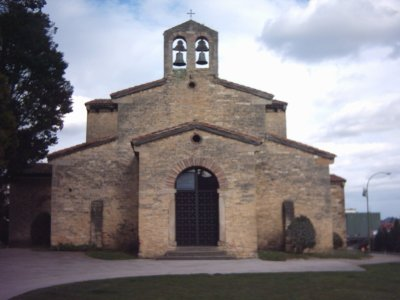
Chiesa di San Julián de los Prados.

Fece costruire, vicino alla capitale, la chiesa di Chiesa di San Julián de los Prados, o di Santullano, tempio spazioso che presenta chiaramente definiti i caratteri propri di questo stile. Ha pianta basilicale a tre navate, separate da pilastri quadrati che sostengono archi a tutto sesto e presenta un transetto rialzato. L'iconostasi, che separa la parte riservata al clero, dal resto del tempio, presenta una grande similitudine con un arco trionfale. Di questo tempio spicca la sua grandiosità e originalità che si discosta dai modelli visigoti. Ma senza dubbio ciò che attrae di più è la sua decorazione pittorica, con affreschi (stucchi, più propriamente) in tre corpi sovrapposti, aniconici, con decorazione architettonica di chiara influenza romana. Era piuttosto un tempio monastico e non palatino, sebbene una tribuna nel transetto fosse riservata al re.
Appartengono anche a questo periodo la chiesa di San Tirso e Santa María di Bendones.

#### Ramirense
Con Ramiro I (842-850) l'arte asturiana raggiunse la sua massima espressione, nonostante la breve durata del suo regno, con le costruzioni del monte Naranco, il suo migliore esempio. Adotta la pianta quadrata o a croce greca, l'abside quadrata, anche con finestra, la volta a botte per coprire tutte le navate e gli archi per sostenere o rafforzare le volte. 
Partendo dalla Chiesa di Santa Maria del Naranco, diremo che è considerata la Sala del Trono o Sala Reale del Re Ramiro (sebbene l'assenza di un'abside per collocare il trono sembri ostacolarne l'uso), la sua residenza suburbana e come tale fu restaurata, a partire dal suo riutilizzo come chiesa rurale. Il piano inferiore è un ambiente coperto con volte, senza finestre, suddiviso in tre ambienti: quello centrale per la guardia e la servitù, un altro per una cappella reale privata, e un altro per un bagno; quello superiore, a cui si accede da scale esterne in muratura, è un grande ambiente rettangolare con volta a botte e archi trasversali, aperto alle estremità da un triplice loggiato. La decorazione è puramente nordica o germanica, con archi pesantemente fasciati e modanature intagliate che imitano il legno o l'oreficeria. 

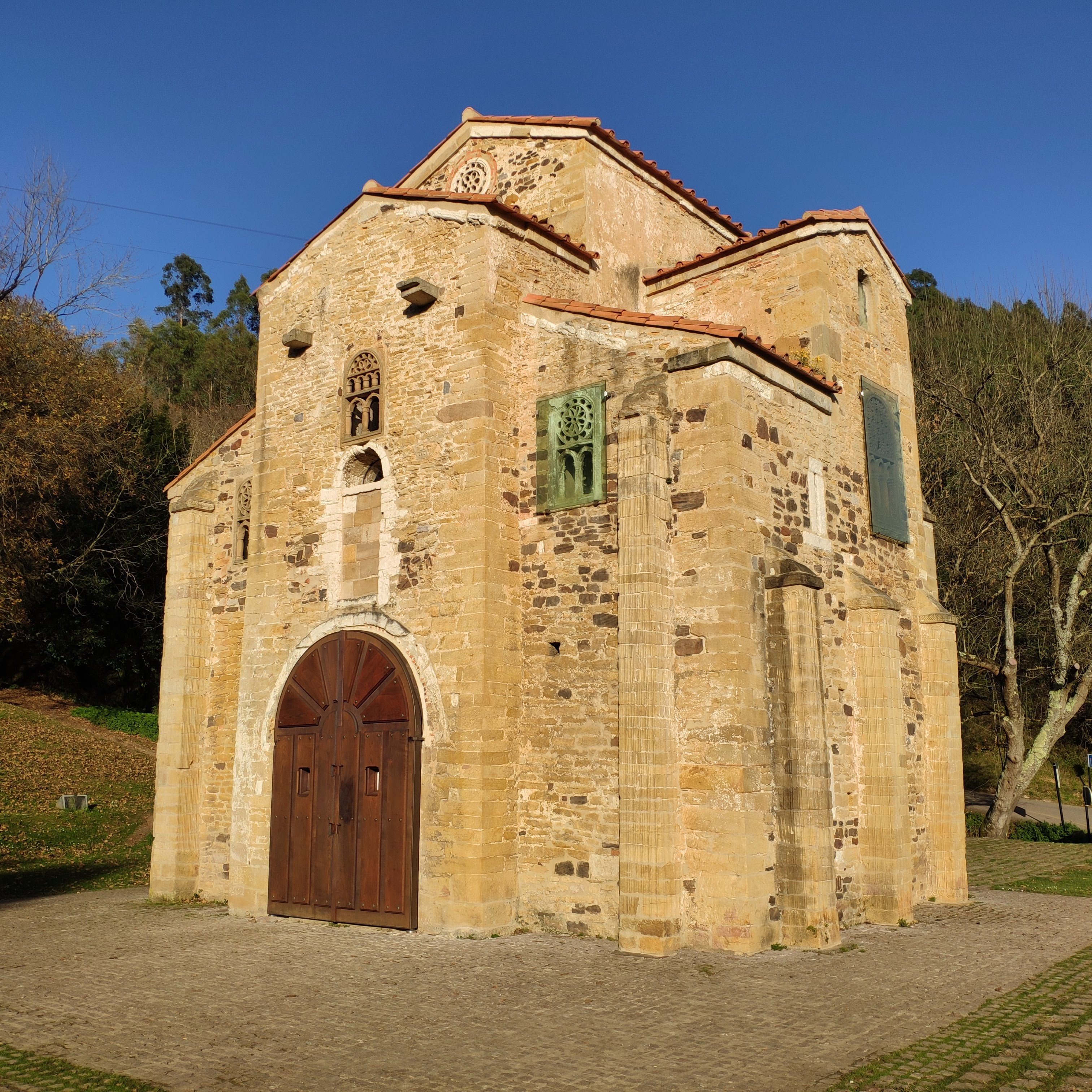
Chiesa di San Miguel de Lillo.

La Chiesa di San Miguel de Lillo era la chiesa palatina di Ramiro I, come lo testimonia la sua decorazione, e vi si conservava un pezzo della Santa Croce, la reliquia più sacra del tesoro visigodo. Le sue caratteristiche principali sono le volte, la snellezza dei sostegni e la tribuna destinata al monarca. Era a tre navate, ma rimane solo il portico a due camere e il primo tratto delle navate. Da evidenziare gli stipiti delle porte, che forse includono una rappresentazione dello stesso monarca, la cui decorazione preannuncia il periodo romanico.
La Chiesa di Santa Cristina di Lena, probabilmente di origine visigota, venne trasformata da Ramiro I. La sua caratteristica principale è l'iconostasi, formata da tre archi di pietra su quattro colonne di marmo, con elementi visigoti, che separava il presbiterio dalla navata centrale.
Le caratteristiche di queste costruzioni hanno fatto sì che alcuni autori parlino di preromanica o protoromanica. Anche se, in effetti, le forme e soluzioni architettoniche sembrano indicarlo, è certo che l'autentico romanico ispanico ebbe delle origini ben distinte.

#### Post ramirense
In questo stile viene compreso il regno di Alfonso III il Magno (866-910). Ricevette influssi diretti dai visigoti, a causa del contatto di queste costruzioni con il ripopolamento della penisola con l'avanzata cristiana e la ritirata musulmana, sebbene altri autori parlino di una stagnazione o isolamento dell'arte asturiana.

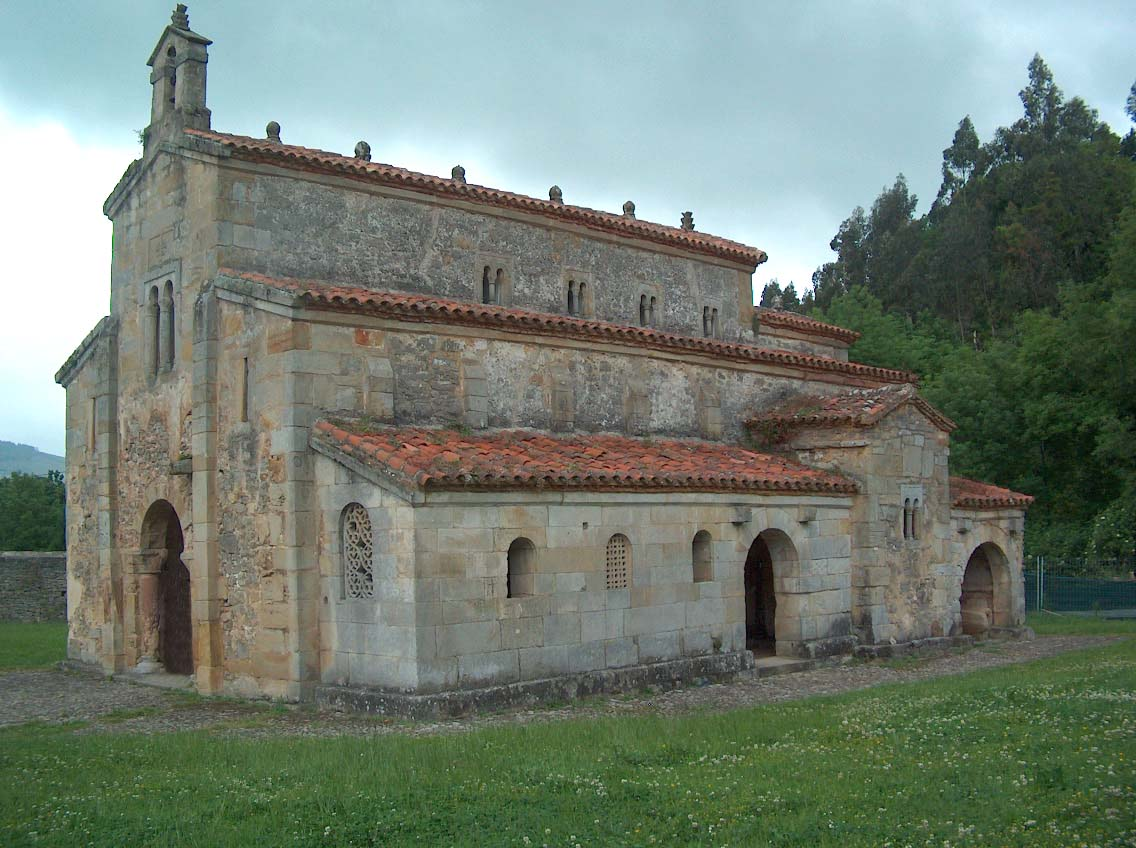
Chiesa di San Salvador de Valdediós.

La Chiesa di San Salvador de Valdediós (IX secolo) è un tempio a tre navate coperto da volte a botte assiali, tripla abside, con camere a volta sopra le absidi quadrate e un portico laterale aggiunto in seguito, che divenne una costante nell'architettura ispanica; nelle finestre ci sono intagli in pietra con disegni come le catene delle corone Guarrazar. È fortemente influenzato dall'arte mozarabica. 
La Chiesa di Sant'Adriano di Tuñón possedeva una struttura a tre navate, separate da pilastri, portico tripartito e camere negli estremi delle navate laterali. Questo tempio è quello che si discosta di più dalle tradizioni dell'arte classica asturiana.
Appartengono anche a questo periodo le chiese di San Salvatore di Priesca, Santiago di Gobiendes e San Pedro di Nora, la chiesa di Deva (X secolo), la chiesa del Santo Salvatore di Fonti (degli inizi del XI secolo) e altre opere di minore importanza.

## Monumenti inscritti
Nella nona sessione del comitato sul patrimonio dell'umanità, celebrata a Parigi tra il 2 e il 6 dicembre 1985, venne decisa l'inclusione della Chiesa di Santa Maria del Naranco, della Chiesa di San Miguel de Lillo e della Chiesa di Santa Cristina di Lena nell'elenco dei siti patrimonio dell'umanità. Tredici anni più tardi, nel 1998, vennero aggiunte la Chiesa di San Julián de los Prados, la Camera Santa di Oviedo e la Fonte di Foncalada.

### Chiesa di San Julián de los Prados
San Julián de los Prados, anche conosciuta come Santullano, è una Chiesa preromanica degli inizi del IX secolo che si trova a Oviedo (Principato delle Asturie), uno dei principali esempi dell'arte asturiana. La chiesa è dedicata ai santi martiri Giuliano e Basilissa, ed è stata costruita nel IX secolo.
La sua data esatta di costruzione non è nota, ma si sa che la sua edificazione venne ordinata da Alfonso II.
È un tempio spazioso che presenta chiaramente le caratteristiche di questo stile. Ha pianta basilicale a tre navate, separate da pilastri quadrati che sorreggono archi a tutto sesto e presenta un transetto con un marcato alzato. L'iconostasi, che separa la parte riservata al clero dal resto del tempio, presenta una notevole somiglianza con un arco trionfale. Questo tempio si distingue per la sua imponenza e originalità che si discosta dai modelli visigoti. Ma senza dubbio ciò che attrae di più è la sua decorazione pittorica, con affreschi (stucchi, più propriamente) in tre corpi sovrapposti, aniconici, con decorazione architettonica, di chiara influenza romana. Era piuttosto un tempio monastico e non palatino, sebbene una tribuna nel transetto fosse riservata al re.
Dei tre ingressi al tempio oggi i due laterali sono stati murati.

### Santa Maria del Naranco

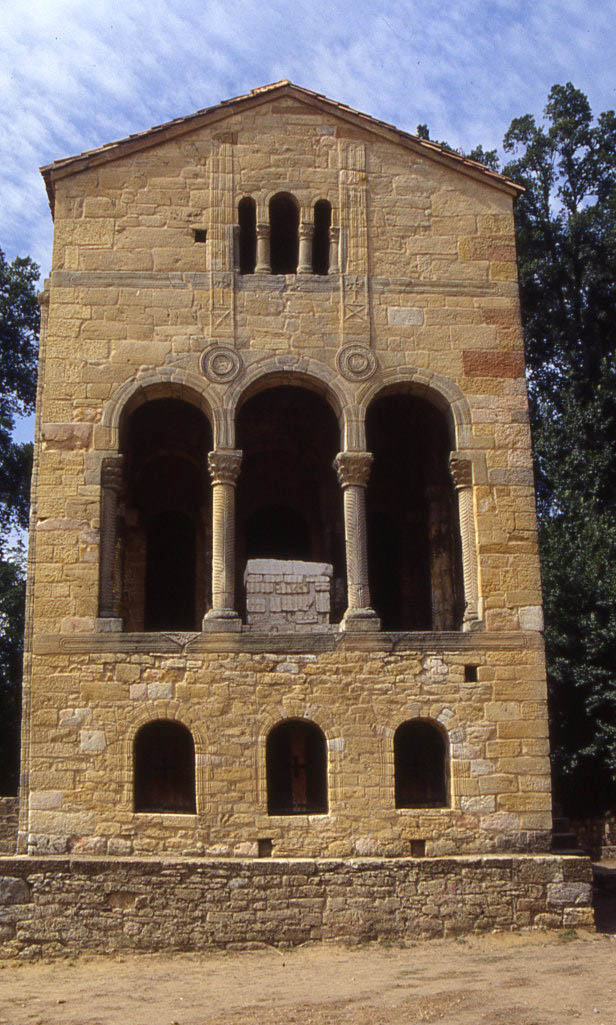
Veduta della facciata orientale di Santa María del Naranco.

La Chiesa di Santa Maria del Naranco è una chiesa preromanica asturiana situata a tre chilometri da Oviedo, sulla pendice sud del Monte Naranco che originalmente fu il palazzo del re Ramiro I.
L'edificio fu fatto costruire da Ramiro I come palazzo, e fu terminato nell'842. Faceva parte di un complesso architettonico che comprendeva anche la vicina chiesa di San Miguel de Lillo, eretta a soli cento metri di distanza. Tuttavia, a causa del crollo del santuario e di parte delle navate, San Miguel fu trasformata in chiesa alla fine del XIII secolo. Si trova sul versante meridionale del monte Naranco dove esisteva un bosco in cui la caccia era abbondante, quindi doveva avere carattere di reggia di campagna o residenza reale dedita al tempo libero.
Strutturata su due piani, è lunga 20 metri e larga 6. Sui suoi lati maggiori sono presenti due aggetti di cui quello sul lato nord corrisponde ad una scala a due rampe che conduce al piano superiore. 
Il piano terra è costituito da un ampio corpo centrale coperto da una volta a botte con archi trasversali che poggiano direttamente sulla parete, quindi presenta grandi somiglianze con la cappella inferiore della Santa Camera di Oviedo, nella cattedrale di Oviedo. Fu probabilmente utilizzata come oratorio palatino, anche se si ipotizza che fosse una camera reale dedicata alle udienze. Questa teoria è supportata dal banco che corre lungo le pareti, ed è affiancato da due camere laterali con tetto in legno. Di questi vani laterali, quello sul lato est comunica con il corpo centrale e fungeva da bagno o cisterna, conservandone la vasca. Quello sul lato ovest è accessibile solo dall'esterno, la sua funzione è sconosciuta, e potrebbe aver ospitato una garitta. 
Il piano superiore era un piano nobile, presentando una distribuzione simile a quella del piano terra. Il grande salone centrale, rettangolare e coperto da una volta a botte fasciata, attraversata da sei archi trasversali sorretti da mensole. È attraversato sui lati lunghi da un porticato cieco sostenuto da doppie colonne di fusti cordati di origine celtica. È affiancato, in questo caso, da due belvederi o tribune anch'esse coperte da volte.

### Chiesa di San Miguel de Lillo
La Chiesa di San Miguel de Lillo, in stile preromanico, è dedicata a San Michele Arcangelo e fu fatta edificare, nell'842, dal re Ramiro I nel Monte Naranco, nelle vicinanze di Oviedo. Si trova a pochi metri dalla Chiesa di Santa Maria del Naranco. Nel gennaio del 2009, si temette per un imminente crollo della struttura e un degrado, quasi irreparabile, dei dipinti a causa dell'elevata umidità del suolo. Nel 2011 venne realizzata un'opera di restauro.
Forse è quella che, secondo la cronaca albeldense, questo monarca fece costruire accanto ai suoi palazzi, con funzione di chiesa palatina. In linea di massima potrebbe essere stata dedicata a Santa María e San Michele Arcangelo.
Originalmente aveva pianta basilicale a tre navate, ma ne rimane solo un terzo della sua lunghezza, perché durante il XIII secolo o agli inizi del XIV crollò parzialmente a causa delle cattive condizioni del suolo. Conserva unicamente il vestibolo e l'inizio delle tre navate. Sul primo si trovava la tribuna reale, fiancheggiata, su entrambi i lati, da due piccoli ambienti.
Quel che resta della copertura è a volta, con un complesso sistema di volte a mezza botte. Le navate sono separate da archi che poggiano su colonne, fatto insolito poiché la cosa usuale nell'arte asturiana era l'uso del pilastro come supporto. Queste colonne sono sostenute da alte basi quadrate che ospitano decorazioni scultoree di archi che incorniciano figure. 
È realizzata, per la maggior parte, a bugnato, sebbene gli angoli delle pareti e i contrafforti siano realizzati in muratura. Le finestre sono caratterizzate da bellissime grate scolpite in pietra. La costruzione è slanciata e mostra un certo interesse del suo autore per le proporzioni poiché la sua altezza è tre volte la larghezza delle sue navate.

### Camera Santa di Oviedo

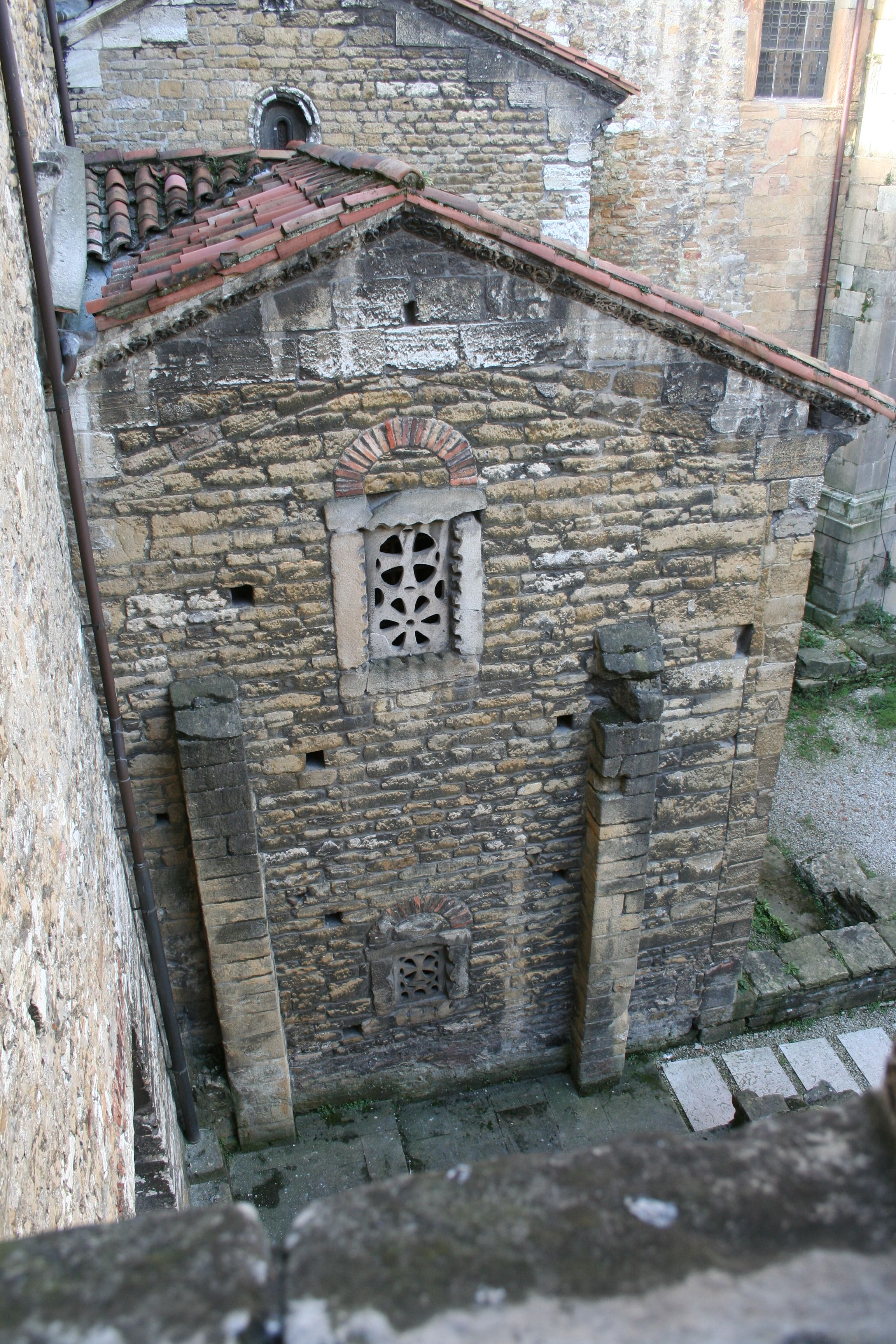
Esteriore della Camera Santa.

La Camera Santa venne fatta costruire da Alfonso II agli inizi del IX secolo quando fece ricostruire la chiesa di stile preromanico dedicata al Santo Salvatore che era stata eretta da Fruela I e in seguito distrutta dai musulmani.
La Camera Santa è una cappella palatina che è addossata alla Torre di San Michele, un resto del Palazzo di Fruela che oggi è integrato nella Cattedrale in stile gotico di Oviedo. Dal IX secolo vi sono custoditi i Tesori e le Reliquie della Cattedrale. Molte di queste reliquie erano state portate da Toledo; come l'Arca Santa (XI secolo), il Sudario di Oviedo, le reliquie della Vera Croce, Cristo Nicodemo (XII secolo) la Cassa delle agate e altri per rimuoverli dal territorio musulmano e dal pericolo di perdita che ciò comportava. La Camera Santa è realizzata su due piani: la cripta (interrata) e la cappella superiore di (San Michele). La cripta è coperta da una volta a botte in mattoni dedicata a Santa Leocadia. La cappella superiore è dedicata a San Michele e ne contiene le reliquie. Questa ha due navate di 12 per 6 metri. Successivamente venne modificata (XIII secolo) aggiungendo la volta della navata e l'Apostolato scultoreo romanico.

### Chiesa di Santa Cristina de Lena
La Chiesa di Santa Cristina è in stile preromanico asturiana e fu costruita a metà del IX secolo. Si trova nel comune di Lena, nel Principato delle Asturie, 35 km a sud di Oviedo sulla A-66, su una collina nella parrocchia di Felgueras, vicino a Pola de Lena, che domina la valle del fiume Lena.
Può corrispondere probabilmente all'antica fondazione di San Pedro e Pablo di Felgueras del VII secolo, essendo la sua origine visigota. La struttura odierna, costruita nell'852, sotto il regno di Ramiro I, è classificata come ramirense come i monumenti del Naranco.
Questo piccolo edificio a croce greca, insolito nell'architettura asturiana, segue i parametri tradizionali: si compone di cinque spicchi a forma quadrangolare, definiti dagli archi trasversali che sono sostenuti da un porticato cieco che corre lungo le pareti laterali, il più grande dei quali costituisce la navata principale del tempio. Il pavimento è a due livelli con l'ingresso più basso rispetto all'altare. La tipologia di volta utilizzata è quella a botte che poggia su archi trasversali rinforzati all'esterno da contrafforti. 
É dotata di nartece e iconostasi, formata da tre archi in pietra che poggiano su quattro capitelli con le rispettive quattro colonne marmoree chiuse da tralicci traforati di forma rettangolare, che separano il presbiterio dalla navata principale. Sullo sfondo si vede l'iconostasi che segue le linee guida dell'arte di Ramiro I anche se si possono notare motivi visigoti nella decorazione. 

### Foncalada

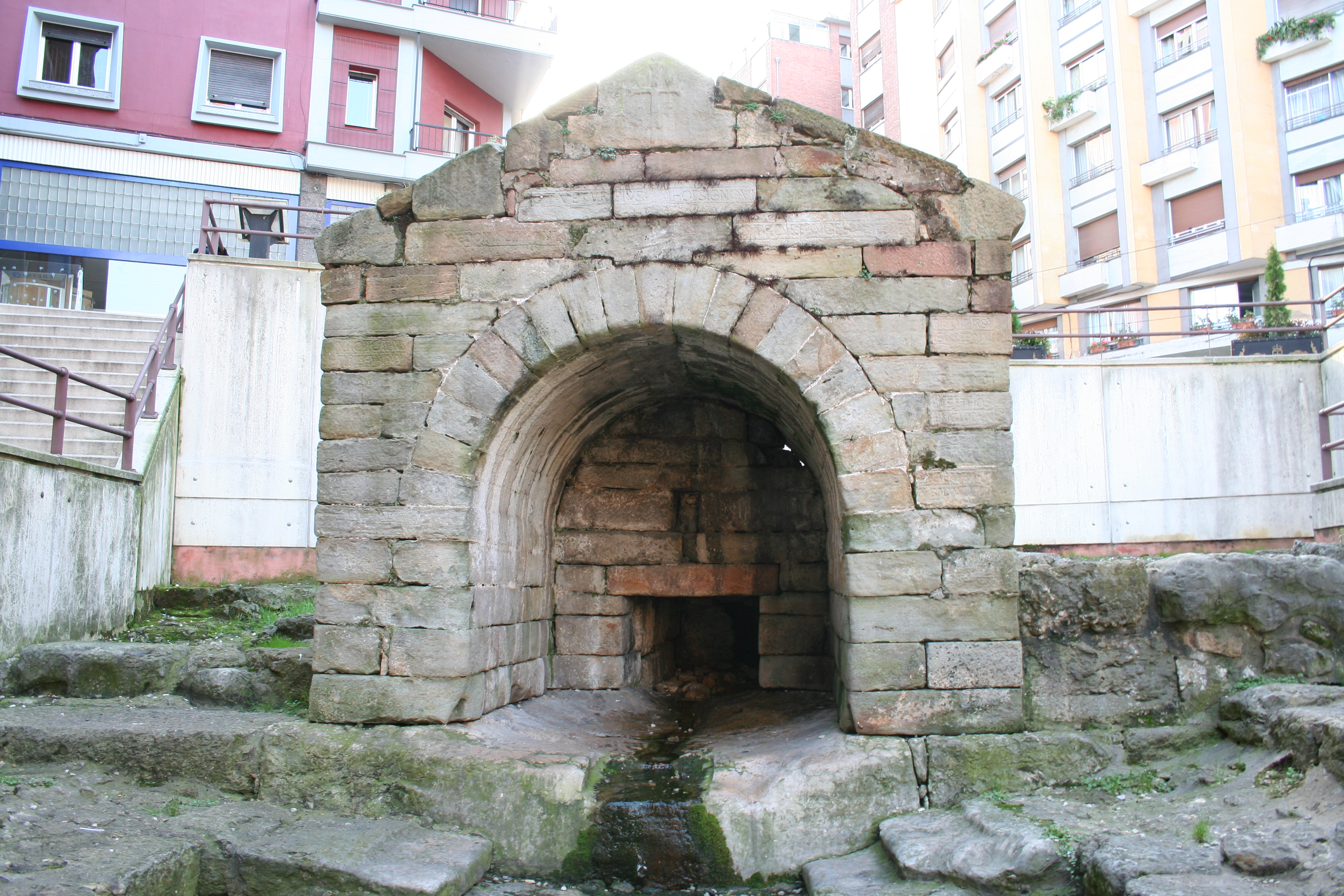
Veduta della fonte di Fonte di Foncalada.

La fonte di Foncalada è una fonte di acqua potabile costruita per ordine del re asturiano Alfonso III nella città di Oviedo e situata nella strada omonima, Foncalada (dal latino fonte incalata). Nell'arte preromanica delle Asturie è l'unico esempio del suo genere conservato fino ai nostri giorni, oltre che l'unica traccia o resto di costruzione con fine di utilità pubblica dell'alto Medioevo in città.
La sua costruzione si basa su opere civili romane e secondo una ricerca condotta da Francisco Borge, recentemente associata alla comparsa di resti romani in Calle de la Rúa, è stata costruita accanto alla strada romana che collegava il nord e il sud della regione e che passava anche davanti alla chiesa di San Julián de los Prados. Secondo lo studio delle sue iscrizioni, si ritiene che la costruzione risalga alla prima metà del IX secolo, essendo attribuita al re Alfonso II. 
La sua prima apparizione documentata risale alla fine dell'XI secolo. Il suo nome deriva da un'iscrizione trovata, fontem calatam, che può essere tradotto in "fonte invocata". Recenti scavi archeologici, eseguiti da Sergio Ríos e César García de Castro, hanno dimostrato che si trattava di un edificio monumentale per le terme, dotato anche di un importante carico simbolico religioso, in relazione all'identificazione delle acque, potenzialmente curative, con Gesù Cristo, invocato come Salvs nelle iscrizioni che ricoprono la facciata del monumento. All'interno delle iscrizioni sul vertice del frontone si può vedere la Croce della Vittoria, caratteristica di Alfonso III, con l'apocalittico Alfa e Omega.

## Proposta di ampliamento
Durante la XIII sessione celebrata nella città neozelandese di Christchurch tra il 23 giugno e il 1º luglio del 2007 venne ammessa la proposta di inserimento nell'elenco dei monumenti di Oviedo e del Regno delle Asturie della chiesa preromanica di San Salvatore di Valdediós situata nel consiglio di Villaviciosa.